# Desa Sukalaksana (administrativ by i Indonesien, lat -7,21, long 107,81)
Desa Sukalaksana är en administrativ by i Indonesien.   Den ligger i provinsen Jawa Barat, i den västra delen av landet, 150 km sydost om huvudstaden Jakarta.